# Oliver Jahraus
Oliver Jahraus (* 13. November 1964 in Kempten (Allgäu)) ist ein deutscher Germanist und Literatur-, Kultur- und Medienwissenschaftler. Er ist Inhaber des Lehrstuhls für Neuere deutsche Literatur und Medien an der Ludwig-Maximilians-Universität in München.

## Leben
Oliver Jahraus studierte von 1984 bis 1992 Germanistik (Neuere deutsche Literaturwissenschaft und germanistische Linguistik) und Philosophie in München. 1990 schloss er sein Studium mit M.A. ab, 1992 erfolgte die Promotion bei Klaus Kanzog mit der Arbeit Das monomanische Werk. Eine strukturale Werkanalyse des Oeuvres von Thomas Bernhard (Frankfurt am Main 1992). Von 1994 bis 1996 war er wissenschaftlicher Mitarbeiter im DFG-Projekt „Radikale Avantgarden. Von der Wiener Gruppe zum Wiener Aktionismus“; aus dieser Mitarbeit resultierte eine Monographie zur Avantgarde. Von 1996 bis 2004 war er wissenschaftlicher Assistent am Lehrstuhl von Wulf Segebrecht an der Universität Bamberg, ab 2004 dann Oberassistent. Von 1999 bis 2001 hatte er ein DFG-Habilitationstipendium. Im Jahr 2000 organisierte er mit Bernd Scheffer den internationalen Fachkongress „Schrift und Bild in Bewegung“ an der LMU als Teil des Millenniumsprojekts der Landeshauptstadt München. Im Sommersemester 2001 habilitierte er sich in Bamberg mit einer Arbeit über Literatur als Medium. Sinnkonstitution und Subjekterfahrung zwischen Bewußtsein und Kommunikation. Im selben Jahr erhielt er im Team den Preis für gute Lehre des bayerischen Wissenschaftsministers. 
Im Jahr 2005 wurde er als Nachfolger von Wolfgang Frühwald auf einen Lehrstuhl an die Ludwig-Maximilians-Universität München berufen. 
Oliver Jahraus war von 2009 bis 2011 Bologna-Beauftragter der LMU, seit 2007 Mitglied im Vorstand des Humanwissenschaftlichen Zentrums (HWZ) der LMU, seit 2007 Vertrauensdozent der Konrad-Adenauer-Stiftung und seit 2009 Vorsitzender des Beirats Literatur und Übersetzungsförderung des Goethe-Instituts.
2014 wurde Oliver Jahraus als ordentliches Mitglied der Geisteswissenschaftlichen Klasse in die Sudetendeutsche Akademie der Wissenschaften und Künste berufen. Seit 2014 ist er Mitglied der Academia Europaea. Zudem ist er Mitglied der Europäischen Akademie der Wissenschaften und Künste.

## Wirken
Zu seinen Arbeitsschwerpunkten in Forschung und Lehre gehören in erster Linie die Verbindungen theoretischer und medienanalytischer Interessen. So hat er zu Literatur- und die Medientheorie, Kulturtheorie und Kultur der Gegenwart, ebenso zu Film, Filmanalyse und Filmtheorie gearbeitet. Daneben beschäftigt er sich immer wieder mit Kunst- und Avantgardetheorie (Wiener Aktionismus) und mit Österreichischer Literatur und Kunst. Ein weiterer Schwerpunkt liegt auf der Philosophie, insbesondere auf der Subjektphilosophie und ihre differenztheoretischen Infragestellungen (Nietzsche, Heidegger, Derrida, Luhmann), daneben auf der Sprachphilosophie und der Philosophie des 20. Jahrhunderts (Wittgenstein und Heidegger) und der Überwindung der Metaphysik. Ein weiterer Schwerpunkt bilden die sogenannten 'Supertheorien' Systemtheorie (Luhmann), Dekonstruktion (Derrida), Diskursanalyse (Foucault).

## Schriften

### Monographien
- Die 101 wichtigsten Fragen: Deutsche Literatur. Verlag C.H. Beck, München 2013, ISBN 978-3-406-64760-4.
- Literatur als Medium. Sinnkonstitution und Subjekterfahrung zwischen Bewußtsein und Kommunikation. Velbrück Wissenschaft, Weilerswist 2003. (Zugleich Habilitationsschrift Univ. Bamberg 2001) (rezensiert u. a. von Alexander Honold: Lust ist flüssig, der Buchstabe fest. Von den Socken. Oliver Jahraus untersucht Literatur als Medium. In: FAZ. 7. Oktober 2003; von Jochen Hörisch in: Arbitrium. Heft 2, 2006, S. 147–151).
- Amour fou. Die Erzählung der Amour fou in Literatur, Oper, Film. Reclam, Stuttgart 2004, ISBN 3-7720-8005-7.
- Franz Kafka. Leben, Schreiben, Machtapparate. Reclam, Stuttgart 2006, ISBN 3-15-010616-8.
- Uni-Wissen Germanistik. Grundkurs Literaturwissenschaft. Klett, Stuttgart 2008, ISBN 978-3-12-939002-3.
- Literaturtheorie. Theoretische und methodische Grundlagen der Literaturwissenschaft (= UTB 2587). Francke, Basel/Tübingen 2004.
- Martin Heidegger. Eine Einführung. Reclam, Stuttgart 2004 (rezensiert u. a. von: Manfred Geier: Dies reine nackte Dadadasein. In: SZ, Nr. 147, Literaturbeilage, 29. Juni 2004).
- Die Aktion des Wiener Aktionismus: Subversion der Kultur und Dispositionierung des Bewußtseins (= Das Problempotential der Nachkriegsavantgarden: Grenzgänge in Literatur, Kunst und Medien. Band 2). Fink, München 2000.
- Das 'monomanische' Werk. Eine strukturale Werkanalyse des Œuvres von Thomas Bernhard (= Münchener Studien zur literarischen Kultur in Deutschland. Band 16). Peter Lang, Frankfurt am Main / Bern / New York / Paris 1992 (zugleich Diss. Uni. München 1992).

### Sammelbände und Editionen
- (Hrsg., Nachw.): Niklas Luhmann: Erkenntnis als Konstruktion (Great Papers Soziologie). Reclam, Stuttgart 2023 (mit ausführlichem Nachwort zur Einführung in Luhmanns Erkenntnistheorie), ISBN 978-3-15-014334-6.
- Zugänge zur Literaturtheorie. 17 Modellanalysen zu E.T.A. Hoffmanns "Der Sandmann" (= Reclams Studienbuch Germanistik). Reclam, Stuttgart 2016, ISBN 978-3-15-011082-9.
- mit Armin Nassehi u. a. (Hrsg.): Luhmann-Handbuch: Leben – Werk – Wirkung. Metzler, Stuttgart 2012, ISBN 978-3-476-02368-1.
- Beobachten mit allen Sinnen. Grenzverwischungen, Formkatastrophen und emotionale Driften. Frankfurt am Main 2008, ISBN 978-3-631-57014-2.
- als Hrsg.: Sigmund Freud: Der Dichter und das Phantasieren. Schriften zu Kunst und Kultur. Reclam, Stuttgart 2010.
- mit Claude D. Conter: Sex – Tod – Genie: Beiträge zum Werk von Helmut Krausser. Wallstein, Göttingen 2009, ISBN 978-3-8353-0532-8.
- mit Bettina von Jagow (Hrsg.): Kafka-Handbuch. Vandenhoeck & Ruprecht, Göttingen 2008.
- mit Stefan Neuhaus (Hrsg.): Der fantastische Film. Königshausen & Neumann, Würzburg 2005.
- mit Bernd Scheffer (Hrsg.): Wie im Film! Zur Analyse populärer Medienereignisse. Aisthesis, Bielefeld 2004.
- mit Stefan Neuhaus (Hrsg.): Der erotische Film. Zur medialen Codierung von Ästhetik, Sexualität und Gewalt. Königshausen & Neumann, Würzburg 2003.
- als Hrsg.: Niklas Luhmann: Aufsätze und Reden. Reclam, Stuttgart 2001 (rezensiert u. a. von Ludger Heidbrink: Das Rätsel der Sphinx. In: Die Zeit. Nr. 41, 4. Oktober 2001. Und u.d.T.: In Luhmanns Baukasten. In: NZZ. 3. November 2001).
- mit Stefan Neuhaus (Hrsg.): Kafkas „Das Urteil“ und die Literaturtheorie. Reclam, Stuttgart 2002.
- mit Nina Ort (Hrsg.): Bewußtsein – Kommunikation – Zeichen. Wechselwirkungen zwischen Luhmannscher Systemtheorie und Peircescher Zeichentheorie (= STSL. Band 82). Niemeyer, Tübingen 2001.
- mit Nina Ort unter Mitwirkung von Benjamin Marius Schmidt (Hrsg.): Beobachtungen des Unbeobachtbaren. Konzepte radikaler Theoriebildung in den Geisteswissenschaften. Velbrück Wissenschaft, Weilerswist 2000.
- mit Bernd Scheffer (Hrsg.): Interpretation, Beobachtung, Kommunikation. Avancierte Literatur und Kunst im Rahmen von Konstruktivismus, Dekonstruktion und Systemtheorie (= IASL-Sonderheft. Nr. 9). Niemeyer, Tübingen 1999.

### Reihenherausgeber
- Münchener Studien zur literarischen Kultur in Deutschland. Begründet von Renate von Heydebrandt, Georg Jäger und Jürgen Scharfschwerdt. Peter Lang, Frankfurt am Main / Bern / New York / Paris seit 2005.
- mit Sabina Becker, Christoph Bode, Hans-Edwin Friedrich und Christoph Reinfandt: Literatur – Theorie – Kultur. Ergon, Würzburg 2007.
- mit Michael Backes, Thomas Dreher, Georg Jäger: Das Problempotential der Nachkriegsavantgarden: Grenzgänge in Literatur, Kunst und Medien. Hrsg. v. Michael Backes, Thomas Dreher, Georg Jäger, Oliver Jahraus. Fink, München 2000 ff.
- mit Bernd Scheffer: Schrift und Bild in Bewegung. Aisthesis, Bielefeld 2001.
- mit Stefan Neuhaus: Film – Medium – Diskurs. Königshausen & Neumann, Würzburg 2004.
- Gesellschaftspolitische Schriftenreihe der Begabtenförderung der Konrad-Adenauer-Stiftung. Hamburg 2007.